# Фоларін Балогун
Фоларін Джеррі Балогун (англ. Folarin Jerry Balogun; нар. 3 липня 2001, Нью-Йорк) — англійський та американський футболіст, нападник клубу «Монако» і збірної США.
Представляв Сполучені Штати Америки та Англію на молодіжному міжнародному рівні. У травні 2023 року він одноразово перейшов у старшу збірну США.

## Ранні роки
Балогун народився в Нью-Йорку та емігрував до Англії, коли йому було два роки, ріс у Лондоні. Його батьки народилися в Нігерії. Балогуна часто називають на його прізвисько «Фло», яке він отримав під час навчання в академії «Арсеналу».

## Клубна кар'єра

### «Арсенал»
Балогун приєднався до «Арсеналу» у віці восьми років після того, як його помітили під час гри за його попередній клуб «Олдерсбрук». До перегляду в «Арсеналі» він пробувався в іншому столичному клубі «Тоттенгем Готспур» і ледь не підписав з ним контракт.
У 2017 році він був невід'ємною частиною команди Тревора Бамстеда «Арсенал» U16, яка виграла Кубок Ліама Бреді, перемігши мюнхенську «Баварію», «Манчестер Юнайтед» і «Ювентус» відповідно.
У лютому 2019 року Балогун підписав перший професійний контракт з «Арсеналом».
У липні 2020 року, після того, як йому не вдалося домовитися про новий контракт з «Арсеналом», він був пов'язаний із трансфером з клубу, включно із запропонованим продажем за 8 мільйонів фунтів стерлінгів у «Брентфорд».
Фоларін дебютував за першу команду лондонців у Лізі Європи 2020/21 29 жовтня 2020 року, вийшовши на заміну на 74-й хвилині в матчі групового етапу проти «Дандолка».
Свій перший гол забив 26 листопада 2020 року в матчі групового етапу Ліги Європи проти «Молде».
26 квітня 2021 року Балогун підписав новий довгостроковий контракт з клубом
13 серпня 2021 року Балогун дебютував у Прем'єр-лізі, програвши з рахунком 0:2 проти «Брентфорда», який нещодавно підвищився .
12 січня 2022 року він приєднався до клубу Чемпіоншипу «Мідлсбро» на правах оренди до кінця сезону.

#### Сезон 2022–23: Оренда до «Реймсу»
У серпні 2022 року перейшов на правах оренди до французького клубу «Реймс». Балогун забив у своєму дебюті за клуб 7 серпня, програвши «Марселю» з рахунком 4:1; інший орендований гравець з «Арсеналу» Нуну Тавареш забив за «Марсель» у своєму дебютному матчі відповідно. 29 січня 2023 року Балогун забив гол у компенсований час і його команда зіграла унічию з лідером чемпіонату «ПСЖ» (1:1). Це був його 11-й гол у Лізі 1 протягом сезону, найбільше серед усіх гравців віком до 21 року у п'ятірці найкращих ліг Європи. Через три дні Балогун зробив свій перший хет-трик у перемозі над «Лор'яном» з рахунком 4–2, це був його 14-й гол у сезоні в Лізі 1. Це зробило його найкращим бомбардиром Ліги 1.

## Міжнародна кар'єра
Балогун, який народився в Сполучених Штатах в сім'ї нігерійців і виріс в Англії, має право представляти всі три країни на міжнародному рівні. Після виступів за збірну Англії серед юнаків до 17 років і участі в чемпіонаті Європи 2018 року серед юніорів, де англійці стали півфіналістами, він прийняв виклик від національної збірної Сполучених Штатів до 18 років у серпні 2018 року на тренувальний табір і турнір у Чехії. Він зіграв у всіх чотирьох іграх Сполучених Штатів на молодіжному турнірі імені Вацлава Єжека і забив двічі. Він також висловив зацікавленість грати за Нігерію, хоча заявив, що йому подобається «стиль гри» Англії, який «схожий на стиль Арсеналу».
У 2019 році він виступав і забивав за збірну Англії до 18 років на турнірі в Дубаї, а у жовтні 2020 року зіграв за збірну Англії до 20 років проти Уельсу.
27 серпня 2021 року Балогун отримав свій перший виклик до молодіжної збірної Англії до 21 року. 7 вересня 2021 року він дебютував у збірній Англії U-21, вийшовши на заміну під час кваліфікації до молодіжного чемпіонату Європи 2023 року проти Косова (2:0).
У жовтні 2022 року він заявив, що готовий грати за Нігерію.
16 травня 2023 року ФІФА схвалила заявку Балогуна на одноразовий перехід представляти збірну США.

## Стиль гри
Балогун відомий своєю швидкістю та технікою. Мартін Кіоун порівняв Балогуна з легендарним нападником Арсеналу Іаном Райтом через його швидкість і розумні рухи. У своєму першому інтерв'ю для «Мідлсбро» Балогун сказав, що черпає натхнення в Едінсона Кавані та Роберта Левандовскі.

## ЗМІ
Балогун брав участь у спортивних документальних серіалах Amazon Original All or Nothing: Arsenal, які документували клуб, проводячи час з тренерським штабом і гравцями за лаштунками як на полі, так і поза ним протягом сезону 2021/22.

## Статистика виступів

### Статистика клубних виступів
Станом на 30 жовтня 2022.
| Клуб             | Сезон            | Чемпіонат        | Чемпіонат | Чемпіонат | Кубок | Кубок | Кубок ліги | Кубок ліги | Континентальні | Континентальні | Інші | Інші  | Усього | Усього |
| Клуб             | Сезон            | Ліга             | Ігор      | Голів     | Ігор  | Голів | Ігор       | Голів      | Ігор           | Голів          | Ігор | Голів | Ігор   | Голів  |
| ---------------- | ---------------- | ---------------- | --------- | --------- | ----- | ----- | ---------- | ---------- | -------------- | -------------- | ---- | ----- | ------ | ------ |
| «Арсенал U-21»   | 2018/19          | —                | —         | —         | —     | —     | —          | —          | —              | —              | 1    | 0     | 1      | 0      |
| «Арсенал U-21»   | 2019/20          | —                | —         | —         | —     | —     | —          | —          | —              | —              | 1    | 0     | 1      | 0      |
| «Арсенал U-21»   | 2020/21          | —                | —         | —         | —     | —     | —          | —          | —              | —              | 2    | 1     | 2      | 1      |
| «Арсенал U-21»   | 2021/22          | —                | —         | —         | —     | —     | —          | —          | —              | —              | 2    | 2     | 2      | 2      |
| «Арсенал U-21»   | Усього           | Усього           | —         | —         | —     | —     | —          | —          | —              | —              | 6    | 3     | 6      | 3      |
| «Арсенал»        | 2020/21          | Прем'єр-ліга     | 0         | 0         | 0     | 0     | 1          | 0          | 5              | 2              | 0    | 0     | 6      | 2      |
| «Арсенал»        | 2021/22          | Прем'єр-ліга     | 2         | 0         | 0     | 0     | 2          | 0          | —              | —              | —    | —     | 4      | 0      |
| «Арсенал»        | 2022/23          | Прем'єр-ліга     | 0         | 0         | 0     | 0     | 0          | 0          | 0              | 0              | —    | —     | 0      | 0      |
| «Арсенал»        | Разом            | Разом            | 2         | 0         | 0     | 0     | 3          | 0          | 5              | 2              | 0    | 0     | 10     | 2      |
| «Мідлсбро»       | 2021/22          | Чемпіоншип       | 18        | 3         | 2     | 0     | 0          | 0          | —              | —              | —    | —     | 20     | 3      |
| «Реймс»          | 2022/23          | Ліга 1           | 13        | 7         | 0     | 0     | —          | —          | —              | —              | —    | —     | 13     | 7      |
| Разом за кар'єру | Разом за кар'єру | Разом за кар'єру | 33        | 10        | 2     | 0     | 3          | 0          | 5              | 2              | 6    | 3     | 49     | 15     |

### Статистика виступів за збірну
Станом на 13 вересня 2023 року
| Дата      | Місто     | Господарі | Результат | Гості      | Турнір                                   | Голи | Примітки |
| --------- | --------- | --------- | --------- | ---------- | ---------------------------------------- | ---- | -------- |
| 16-6-2023 | Парадайз  | США       | 3 – 0     | Мексика    | Ліга націй КОНКАКАФ 2022-2023 - півфінал | -    | 74'      |
| 19-6-2023 | Парадайз  | Канада    | 0 – 2     | США        | Ліга націй КОНКАКАФ 2022-2023 - фінал    | 1    | 76'      |
| 9-9-2023  | Сент-Луїс | США       | 3 – 0     | Узбекистан | товариський матч                         | -    | 46'      |
| 13-9-2023 | Сент-Пол  | США       | 4 – 0     | Оман       | товариський матч                         | 1    | 46'      |
| Усього    |           | Матчів    | 4         |            | Голів                                    | 2    |          |

## Титули і досягнення
- Переможець Ліги націй КОНКАКАФ: 2023